# L'enigmista
L'enigmista (titolo originale in inglese: Think of a number) è un romanzo poliziesco dello scrittore statunitense John Verdon pubblicato nella prima edizione in lingua inglese nel 2010.

## Trama
Un signore di mezza età, Mark Mellery, riceve per posta una lettera nella quale, in inchiostro rosso, gli si chiede di pensare a un numero da uno a mille; aperta una seconda busta vi trova scritto proprio il numero che aveva appena pensato: 658. Nella stessa lettera gli viene tuttavia chiesto anche di inviare una somma di denaro a un indirizzo specifico. Mark si rivolge per aiuto a suo vecchio compagno di università, Dave Gurney, un esperto detective da poco in pensione dopo 25 anni di servizio nella polizia di New York.

## Storia
L'enigmista è l'opera prima di John Verdon. Il romanzo, giudicato a metà strada fra i romanzi polizieschi classici di Agatha Christie e Dorothy Sayers e quelli "hard-boiled" della scuola americana, ha avuto un notevole successo di critica, tradotto in 19 lingue e diventato un best seller soprattutto in Spagna. Il romanzo è strutturato in capitoli molto brevi. Dopo il successo de L'enigmista, John Verdon ha scritto altri due romanzi gialli aventi per protagonista l'investigatore Dave Gurney: Shut Your Eyes Tight e Let the Devil Sleep.

## Edizioni
- John Verdon, Think of a Number, New York: Crown, 2010, ISBN 0307588920, ISBN 9780307588920, ASIN B0060HU1JM
- John Verdon, L'enigmista, traduttore Alfredo Colitto, Milano: Piemme, 2011, ISBN 978-88-566-1374-2